# Circuito di Mandalika
Il circuito di Mandalika è un circuito indonesiano utilizzato per gli sport motoristici. Situato nel distretto di Kuta, nella Reggenza di Lombok Centrale, provincia del Nusa Tenggara Occidentale.

## Storia

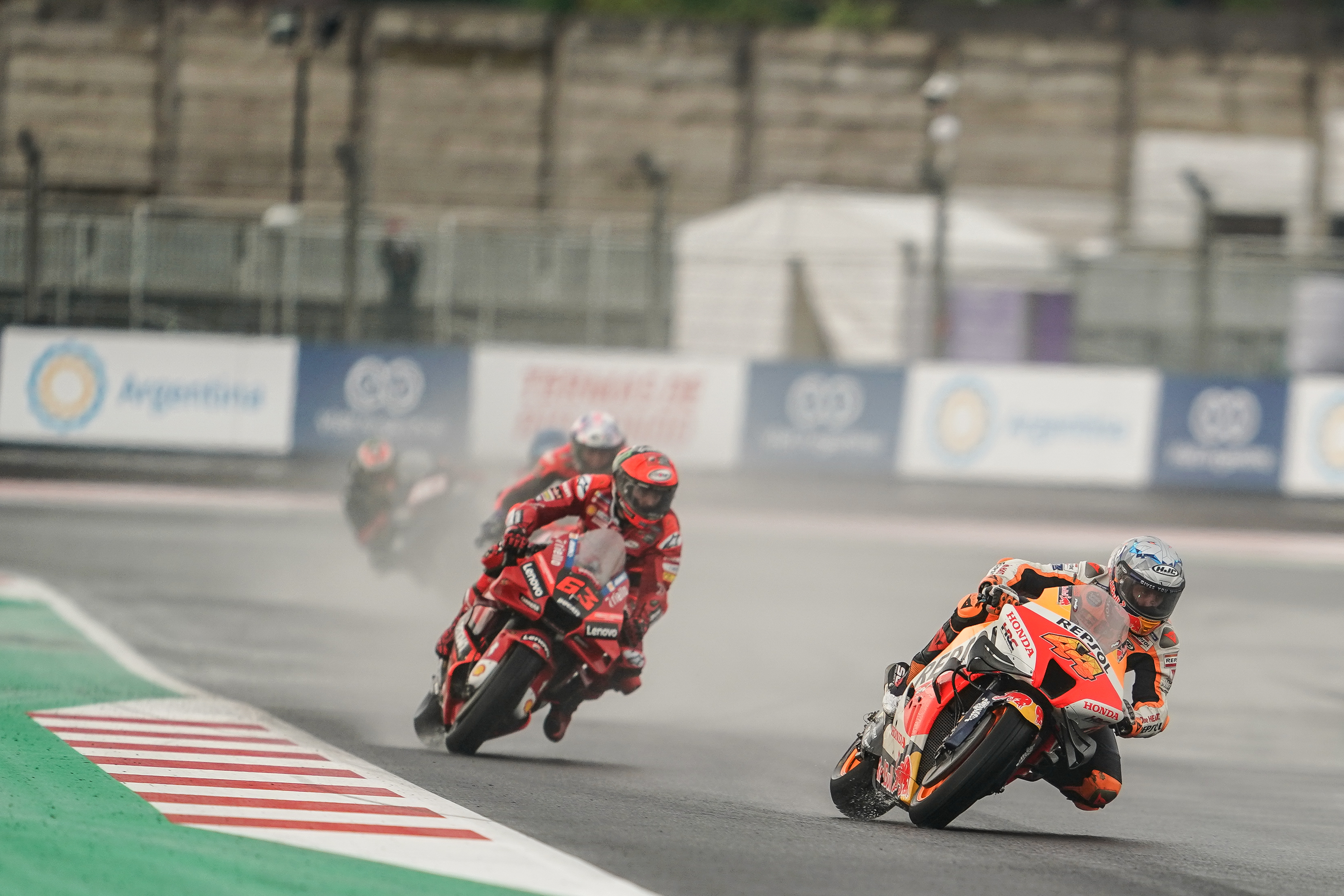
Fase di gara del Motomondiale nel 2022, caratterizzata dalla pioggia

Finito di costruire nel 2021, prende denominazione dal resort Mandalika, in cui il circuito stesso è integrato. Il circuito è stato inaugurato il 12 novembre 2021, la prima prova che ha ospitato è stato il gran premio di Mandalika del 2021 per il campionato mondiale Superbike.
Dal 2022 è sede del Gran Premio motociclistico dell'Indonesia per il motomondiale, come seconda gara. La prima edizione ha visto trionfare la KTM di Miguel Oliveira, la prima vittoria per un pilota thailandese con Somkiat Chantra e Dennis Foggia. Confermata anche nel 2023, questa volta posta verso la fine del calendario, ha visto come vincitori la Ducati di Francesco Bagnaia, Pedro Acosta e Diogo Moreira in Moto3 che riporta alla vittoria nel Motomondiale il Brasile per la prima volta dopo diciotto anni.
Nel 2024 i vincitori sono stati: Jorge Martin per la MotoGP, Aaron Canet per la Moto2 e David Alonso per la Moto3.

## Risultati

### Campionato mondiale Superbike
| Anno | Gare           | Pilota vincitore    | Team vincitore     |
| ---- | -------------- | ------------------- | ------------------ |
| 2021 | Gara 1         | Jonathan Rea        | Kawasaki Racing    |
| 2021 | Gara superpole | Evento cancellato   | Evento cancellato  |
| 2021 | Gara 2         | Jonathan Rea        | Kawasaki Racing    |
| 2022 | Gara 1         | Toprak Razgatlioglu | PATA Yamaha Racing |
| 2022 | Gara Superpole | Toprak Razgatlioglu | PATA Yamaha Racing |
| 2022 | Gara 2         | Toprak Razgatlioglu | PATA Yamaha Racing |

### Motomondiale
| Anno | MotoGP            | Moto2           | Moto3         |
| ---- | ----------------- | --------------- | ------------- |
| 2022 | Miguel Oliveira   | Somkiat Chantra | Dennis Foggia |
| 2023 | Francesco Bagnaia | Pedro Acosta    | Diogo Moreira |